# Karl Adolf Suckow
Karl Adolf Suckow (* 27. Mai 1802 in Münsterberg; † 1. April 1847 in Breslau) war ein deutscher Schriftsteller und evangelischer Theologe.

## Leben
Suckow wuchs in Münsterberg auf, wo sein Vater Rektor der Bürgerschule war. Ab 1816 besuchte er das Gymnasium in Schweidnitz und ab 1819 das Elisabet-Gymnasium in Breslau. 1820 bis 1823 studierte er an der Universität Breslau Theologie und Philosophie. Während seines Studiums wurde er 1820 Mitglied der Alten Breslauer Burschenschaft Arminia. Nach dem Studium war er sechs Jahre lang Hauslehrer in Schildau bei Hirschberg und in Schmiedeberg im Riesengebirge.
1829 erschien sein erstes literarisches Werk, die Novelle Die Liebesgeschichten, für die er das dem Griechischen entlehnte Pseudonym „Posgaru“ wählte. Einige Rezensenten vermuteten, dass sich dahinter Ludwig Tieck verbarg. Es folgten die Novellen Germanos (1830) und Idus (1833).
1829 promovierte Suckow, 1830 folgte seine Habilitation zum Privatdozenten. 1832 wurde er in Breslau zum Prediger der Hofkirche ernannt, 1833 wurde er außerordentlicher Professor für Theologie an der evangelisch-theologischen Fakultät der Universität Breslau. Mit der von ihm herausgegebenen Zeitschrift Der Prophet (1842–1845) griff er auf Seiten des kirchlichen Liberalismus in die kirchenpolitischen Auseinandersetzungen seiner Zeit ein.
Suckow war zudem Direktor der Taubstummenanstalt zu Breslau.
Von besonderer Bedeutung ist Suckows gedankenreiche Einleitung zu seiner Übersetzung von Byrons Versdrama Manfred (1839). An deren Schluss appellierte er an Felix Mendelssohn Bartholdy, Manfred als Melodram zu vertonen. Stattdessen inspirierte Suckows Schrift Robert Schumann zu seinem Melodram Manfred op. 115 (1848). Bereits 1832 hatte Schumann eine Novelle von Suckow gelesen.

## Veröffentlichungen
- Theses theologiae, Breslau 1829.
- Die Liebesgeschichten, Breslau: Max 1829.
- Germanos. Novelle, Breslau: Max 1830.
- Idus, in: Urania, Leipzig 1833
- Gedenktage des christlichen Kirchenjahres in einer Reihe Predigten, Breslau: Max 1838.
- Byron’s Manfred. Einleitung, Uebersetzung und Anmerkungen. Ein Beitrag zur Kritik der gegenwärtigen deutschen dramatischen Kunst und Poesie, Breslau: Max 1839 (Digitalisat).
- Protevangelium Jacobi, ex cod. ms. Venetiano descripsit prolegomenis, varietate lectionum, notis criticis instructum, Breslau 1840.
- Sendschreiben an den Herrn Dr. J. B. Baltzer, 2. Aufl., Breslau 1844 (Digitalisat).[3]
- ABC Evangelischer Kirchen-Verfassung, Breslau 1846 (Digitalisat).
- Predigt am Sonntage Sexagesimei d. 15. Febr. 1846, zur dreihundertjährigen Gedächtnisfeier des Todes Dr. Martin Luthers in der Hofkirche zu Breslau, Breslau: Gosohorsky 1846.
- Urtheil über die waatländischen Prediger nach genauer Einsicht in sämmtliche Actenstücke, Breslau 1847.